# Paul Garner (cầu thủ bóng đá)
Paul Garner (sinh ngày 1 tháng 12 năm 1955) là một cựu cầu thủ bóng đá người Anh thi đấu ở vị trí hậu vệ trái ở Football League cho Huddersfield Town, Sheffield United, Gillingham và Mansfield Town.